# ちふれ化粧品
ちふれ化粧品（ちふれけしょうひん）は、日本の化粧品メーカーである。
本社は埼玉県川越市芳野台2-8-59。「ちふれ」とは、地婦連（全国地域婦人団体連絡協議会）に由来する。

## 概要
創業当初は訪問販売を主にしていたが、その後、低価格帯の商品研究に着手、1962年（昭和37年）に100円化粧品の販売を開始。
1967年（昭和42年）に、雑誌『暮しの手帖』に他社大手メーカーの高額商品との比較検証記事が掲載され、その品質に大差無しとの評価を見た婦人会役員が問い合わせ、組織としての販売斡旋を提案、翌1968年（昭和43年）に「ちふれ化粧品」が誕生した。この際に、品質への疑念を払拭するために商品に使用される全成分の構成内容や比率を表示するとともに、広告宣伝を極力抑えるなどの方法で低価格販売を行う方針が取られた。
2018年（平成30年）、持株会社化に伴い、「株式会社ちふれ化粧品」から「ちふれホールディングス株式会社」へ商号を変更し、グループ再編した。グループ会社は株式会社ちふれ化粧品、株式会社光未来、ジャパン・オーガニック株式会社、株式会社アゼリア。その後、新設した株式会社エルフェンスポーツクラブもグループ会社に加わっている。
設立以来、婦人会組織や一部のドラッグストア、百貨店、総合スーパーチェーンなどを中心に販売され固定顧客を得ていたが、発売後30年間の社会事情の変化などを理由に、広告宣伝については2003年頃から方針を転換、テレビでのコマーシャルを製作し放映されるようになった。

## CMイメージキャラクター
- 中村ゆり（2007年4月 - ）
- りょう（2010年4月 - ）
- 木村文乃（2011年3月 - ）
- 臼田あさ美（2011年10月 - ）
- 雅姫（2011年10月 - ）
- 入山法子（2013年10月 - ）
- 政井マヤ（2015年 - ）
- 麻生祐未（2016年 - ）綾花
- 芋生悠（2017年 - ）
- 大西礼芳（2017年 - ）
- 土村芳（2018年 - ）
- 白石美帆（2018年 - ）綾花
- 藤原紀香（2018年 - ）HIKARIMIRAI
- NOA（2021年 - ） do natural
- 向井康二（2024年 - ）[5]

## 展開ブランド
- ちふれ
- HIKARIMIRAI
- 綾花
- BEAUTY UP TOOL
- do organic
- do natural
- MC-2 - 現在販売終了
- ノイノイ - 若い世代をターゲットにしたメーキャップライン。現在販売終了

## 売り場
- ちふれ - 百貨店、スーパー、ドラッグストア、コンビニ、直営店、公式オンラインショップなど
- 綾花 - 百貨店、スーパー、ドラッグストア、直営店、公式オンラインショップなど
- HIKARIMIRAI - 百貨店
- BEAUTY UP TOOL（化粧道具） - 百貨店など
- 百貨店では大手他社の集まる1階ではなく、催事場のある高い階で販売されていることが多い。
- ちふれグループ渋谷井の頭通り店[6]

## 沿革
- 1947年（昭和22年）- 三菱石油株式会社（現・ENEOS）が石油事業停止に伴い、その一部門として化粧品の製造・販売会社であるアゼリア薬品工業株式会社を設立。
- 1951年（昭和26年）- 石油事業再開に伴い、島田松雄がアゼリア薬品工業を三菱石油から独立させ、社長に就任。
- 1955年（昭和30年）- 社名を東京実業株式会社に改称。
- 1958年（昭和33年）- 東京都板橋区に工場を建設。
- 1968年（昭和43年）- 「ちふれ化粧品」を発売。
- 1969年（昭和44年）- 島田道雄が社長に就任。
- 1974年（昭和49年）- 「詰め替え化粧品」を発売。
- 1978年（昭和53年）- 「全成分・分量」、「製造年月」を商品本体に表示開始。
- 1981年（昭和56年）-  フロンガスを使わないスプレーポンプを容器に採用。
- 1982年（昭和57年）-  埼玉県川越市に本社・工場を建設。
- 1989年（平成元年）-  エコマーク商品第一号にノンフロンヘアスプレー、セットローション、ヘアトリートメントスプレーが認定。島田雄二が社長に就任。
- 1991年（平成3年）- 株式会社ちふれ化粧品に改称。「綾花」を発売。
- 1992年（平成4年）- 消費者志向優良企業として、通商産業大臣から表彰される。
- 2003年（平成15年）- テレビコマーシャル放送開始。
- 2007年（平成19年）- ジャパン・オーガニック株式会社を設立。
- 2008年（平成20年）- 「do organic」を発売。
- 2010年（平成22年）- 中国で「ちふれ」を発売。片岡方和が社長に就任。
- 2011年（平成23年）
  - バイオポリエチレン容器導入。
  - ASエルフェン狭山（現・ちふれASエルフェン埼玉）とスポンサーシップ契約を締結。
- 2013年（平成25年）
  - 大阪営業所を開設。
  - 女性起業家支援制度導入。
- 2014年（平成26年）
  - 全国婦人会館・ちふれビル（渋谷オフィス）完成。
  - 詰め替え化粧品発売40周年を記念し、6月25日を「詰め替えの日」に制定。
- 2015年（平成26年）
  - 埼玉県飯能市に飯能研修センター、ちふれ飯能グラウンドを開設。
  - 1968年から全成分・分量、配合目的、製造年月を先駆けて公開してきたことを改めて伝えるため、4月20日を「肌には知る権利がある記念日」に制定。
  - タイにて「ちふれ」を発売。
  - 高知の名門よさこいチーム「とらっくよさこい」への協賛開始。
- 2016年（平成28年）
  - 「ちふれ」を台湾で販売開始。
  - 東京理科大学生物・化学奨励賞への寄付を実施。
- 2017年（平成29年）- 理化学研究所と技術指導契約、共同プロジェクト開始。
- 2018年（平成30年）
  - 埼玉県飯能市に飯能工場を建設。
  - 6月20日 - 持株会社化に伴い、ちふれホールディングス株式会社に商号変更[7]
  - 9月1日 - 「HIKARIMIRAI」を発売。化粧道具ブランド「BEAUTY UP TOOL」発売。
  - 株式会社エルフェンスポーツクラブ設立。
- 2019年（平成31年/令和元年）
  - マレーシア、シンガポール、韓国、香港にて「ちふれ」を発売。
  - 埼玉県川越市に「ちふれあい保育園」を開園。
  - 埼玉県川越市に研究・開発拠点「ちふれビューティーサイエンスセンター」開設
- 2020年（令和2年）- ベトナム及びブルネイにて「ちふれ」を発売。